# مسلمة بن هشام
مسلمة بن هشام بن عبد الملك (توفي 750م)، وكنيته أبو شاكر، هو أمير وقائد أموي. فتح كهوف جنوب كبادوكيا وقلعة أنقرة في 739م، وشارك في الحروب الإسلامية البيزنطية. حاول والده الخليفة هشام بن عبد الملك جعله الخليفة من بعده، بدلاً من الوليد بن يزيد، وبعد وفاة والده بايع مسلمة الوليد ودافع عنه. فقربه الوليد منه. لم يسمع شيء عن مسلمة بعد ذلك، وربما قتل على يد العباسيين في 750م.

## نشأته
كان مسلمة ابن الخليفة الأموي هشام بن عبد الملك، وأمه أم حكيم ابنة يحيى بن الحكم، شقيق مروان بن الحكم. تزوج مسلمة من أم سلمة بنت يعقوب بن سلمة من بني مخزوم. كانت زوجة عبد العزيز بن الوليد، فمات عنها، ثم تزوجت مسلمة وأنجبت له ابنه الوحيد سعيد، ثم تزوجت من بعده من الخليفة العباسي الأول أبي العباس عبد الله السفاح.
طلب مسلم العلم عند ابن شهاب الزهري، وعينه هشام على فريضة الحج سنة 119 هـ، برفقة ابن الزهري، ووزع المال على أهل المدينة المنورة ومكة.
قاد مسلمة الحملة الصيفية ضد الإمبراطورية البيزنطية في 739م، وسيطر على المطامير، النصف الجنوبي الكهفي من كبادوكيا، وحاصر أنقرة. انتصارات مسلمة تميزت بالأسر الأموية الأخيرة لقلعة أو بلدة بيزنطية. 

## أيامه الأخيرة
توفي هشام في فبراير 743م وصلى عليه مسلمة صلاة الجنازة.  وتولى الوليد الخلافة وأمر على الفور العباس بن الوليد بإلقاء القبض على أبناء هشام في الرصافة، بالقرب من تدمر، ولكنه ترك مسلمة وأسرته واحترمه. وتعامل معه بالمحبة والكرم،  إلا أنه لم يسمع عنه شيء في المصادر بعد ذلك ويفترض المؤرخ كليفورد إدموند بوسورث أنه قُتل على يد العباسيين خلال مذبحة الأمويين عام 750م.